# إتش. أ. باوتشر
إتش. أ. باوتشر (بالإنجليزية: H. A. Boucher) (و. 1921 – 2009 م) هو ضابط، وسياسي، وشخصية أعمال أمريكي، ولد في ناشوا، كان عضوًا في الحزب الديمقراطي، توفي في أنكوريج، عن عمر يناهز 88 عاماً.

## مناصب
تولى منصب Lieutenant Governor of Alaska ‏ (7 ديسمبر 1970–2 ديسمبر 1974)
.

## الخدمة العسكرية
خدم في بحرية الولايات المتحدة.